# Beilschmiedia myrmecophila
Beilschmiedia myrmecophila är en lagerväxtart som beskrevs av André Joseph Guillaume Henri Kostermans. Beilschmiedia myrmecophila ingår i släktet Beilschmiedia och familjen lagerväxter. Inga underarter finns listade i Catalogue of Life.